# Saccharomyces carlsbergensis
La levadura Saccharomyces carlsbergensis (posee como sinónimo Saccharomyces pastorianus) es un producto de la elaboración de cerveza descubierto y empleado por la gran industria danesa de cerveza denominada Carlsberg, hoy en día se emplea esta levadura en la investigación de ciertos procesos de la Glucólisis.

## Genómica
S. pastorianus es un híbrido de Saccharomyces eubayanus y Saccharomyces cerevisiae, esto no es sorprendente ya que existe un grado de similitud entre el fenotipo y el genotipo de ambas especies. La naturaleza híbrida de S. pastorianus explica también el tamaño del genoma, que es casi un 60% más largo que el de S. cerevisiae e incluye grandes partes de los dos genomas. Sin embargo están creciendo las evidencias que indican que S. pastorianus ha heredado la mayoría del material genético de S. bayanus. De hecho el ADN mitocondrial y ADN ribosómico de S. pastorianus parece derivar de S. bayanus en vez de S. cerevisiae.
Las diferencias genómicas entre S. pastorianus y S. cerevisiae son responsables de un número de fenotipos de los que S. pastorianus comparte con S. bayanus, pero no con S. cerevisiae. La habilidad de S. pastorianus para romper  melibiosa depende de los genes MEL, que son exclusivos para metabolizar la melibiosa tal y como lo hace S. bayanus. S. pastorianus nunca se cultiva con temperaturas sobre los 34 °C, mientras que S. cerevisiae lo hace a 37 °C. S. pastorianus presenta una tasa de crecimiento mayor que S. cerevisiae entre 6 y 12 °C.

## Historia
El hijo del fundador, Jacob Christian Jacobsen, tal y como contó a Louis Pasteur y a algunos de sus amigos y colegas, descubrió la levadura en los laboratorios de la empresa de su padre en el año 1875, otras versiones mencionan que el descubridor de la cepa fue Emil Christian Hansen en el año 1883 trabajando en las mismas instalaciones de la compañía cervecera.